# Валькот, Вильям Францевич
Ви́лья́м Фра́нцевич Валько́т (Уильям Уолкот, англ. William Walcot; 10 марта 1874, Одесса, Российская империя — 21 мая 1943, Хастперпойнт, Суссекс, Англия, Британская империя) — российский архитектор и художник британского происхождения, работавший в Москве в 1898—1908 годах. Автор проекта гостиницы «Метрополь» и двух особняков в Пречистенском переулке, мастер стиля модерн. По возвращении в Великобританию, стал знаменит как мастер архитектурной графики и городского пейзажа.

## Биография

### В России
Вильям Валькот родился в Люстдорфе (пригород Одессы). Старший сын шотландского торговца Еноха Шеннона (1854—1895, англ. Enoch Shannon), известного как Фрэнк Уолкот (Frank Walcot), и его жены Екатерины (1853—1940), дочери немецкого колониста Готлиба Райхерта, предки которого поселились при Екатерине II на присоединённых землях Новороссийской губернии. Рос в Европе и Южной Африке; в возрасте 17 лет вернулся в Россию для поступления в Высшее художественное училище при Императорской Академии художеств. Окончив академию по классу Л. Н. Бенуа, продолжил образование в Париже. Переехав в Москву, некоторое время работал в Абрамцевских керамических мастерских Саввы Мамонтова.

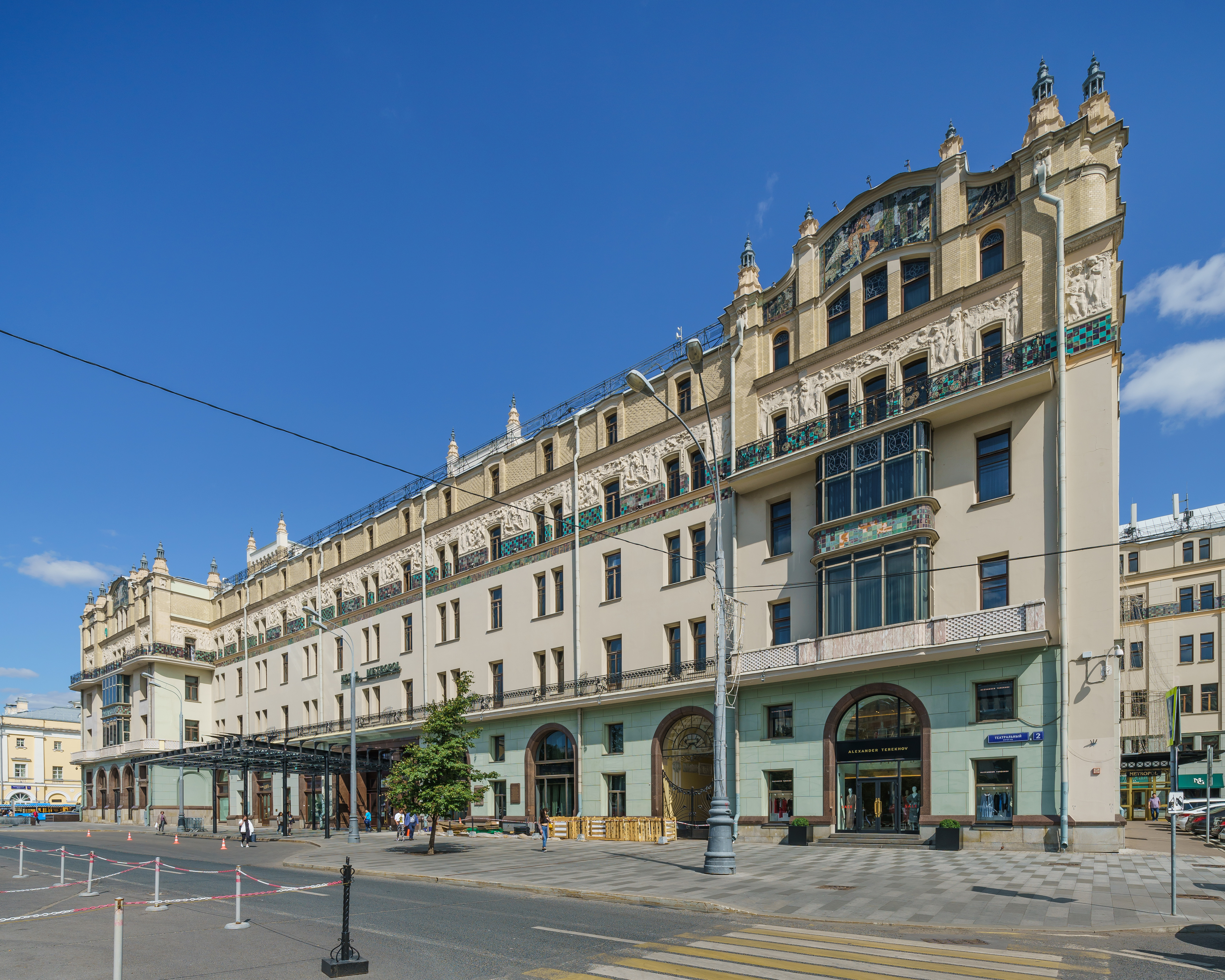
Гостиница «Метрополь», 1899—1905

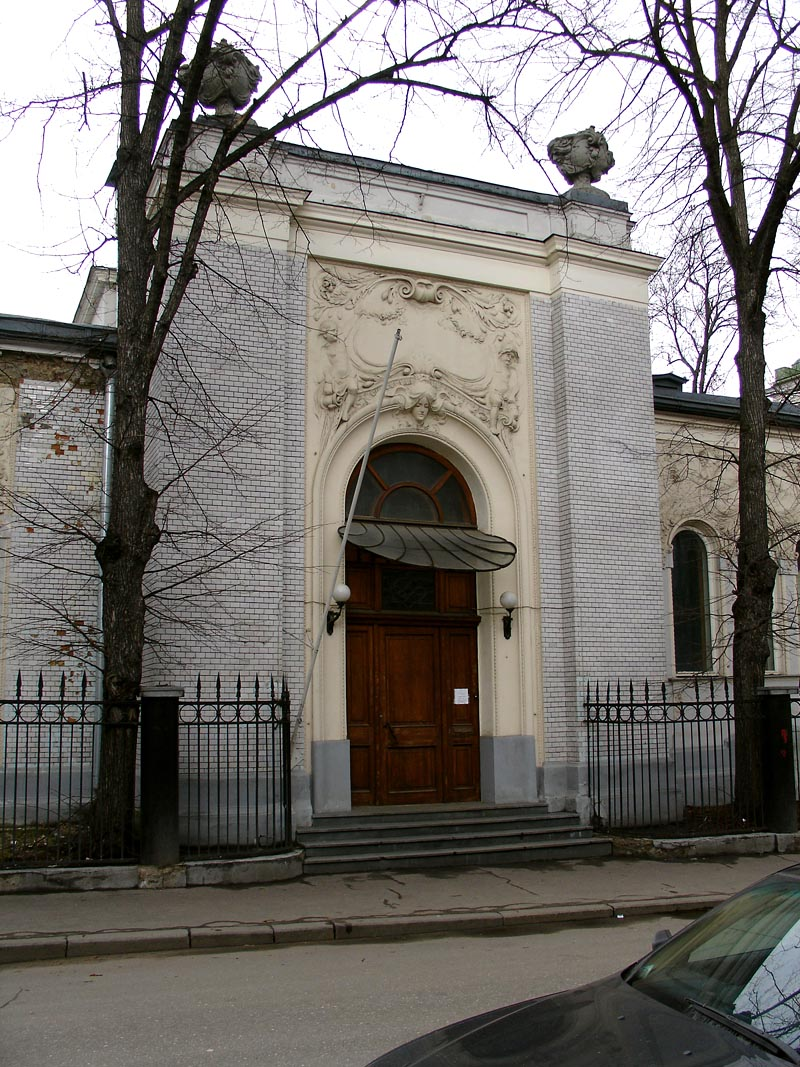
Особняк Гутхейля, Пречистенский переулок, 1903

Крупнейшая работа Валькота — фасады гостиницы «Метрополь». В 1898 г. Савва Мамонтов выкупил участки земли по Театральному проезду для строительства культурно-делового центра; ядром постройки должен был стать зал мамонтовской «Частной оперы». Публичный конкурс 1899 года присудил первую премию Л. Н. Кекушеву. Проект Валькота под девизом «Женская головка» занял четвёртое место, однако Мамонтов, отбросив мнение профессионалов, выбрал именно его. В том же 1899 году Мамонтов был арестован по обвинению в финансовых махинациях, и руководство проектом перешло к Петербургскому страховому обществу; новые управляющие наняли опытного Кекушева в соавторы к Валькоту. Построенное здание имеет мало общего с валькотовским проектом 1899 года (Brumfield, фото 56), однако тема «женской головки» сохранена в интерьерах. Здание, выгоревшее в 1901 г. и выстроенное заново к 1905 г., знаменито художественным оформлением работы М. А. Врубеля, А. Я. Головина и Н. А. Андреева.

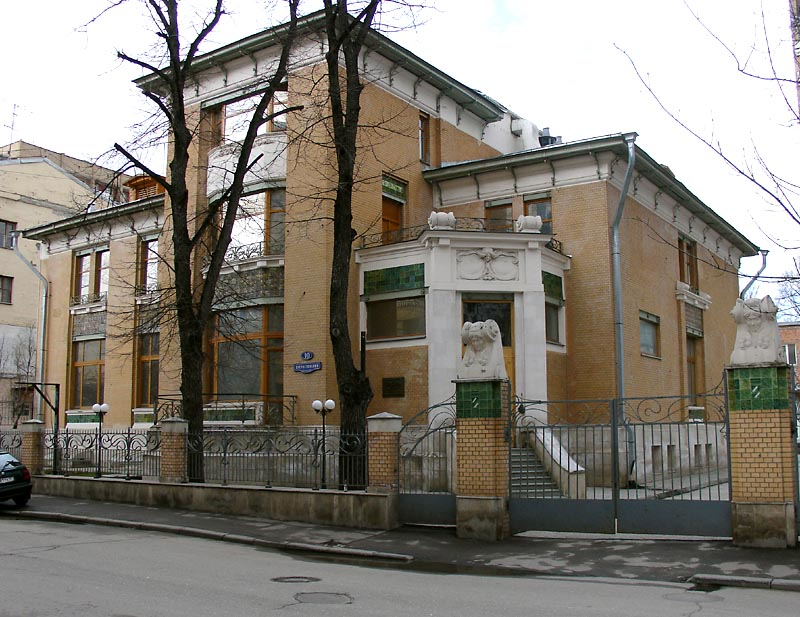
Особняк Якунчиковой, Пречистенский переулок, 1900

«Женская головка» в замке свода повторяется в двух других московских работах Валькота — особняках Якунчиковой (1900) и Гутхейля (1903), выстроенных на соседних участках по Пречистенскому переулку. Тогда же Валькот выполнил мозаичные фризы для собственного дома Л. Н. Кекушева в Глазовском переулке (подписаны W. W.). Собственный стиль Валькота — т. н. английский модерн — существенно отличается от франко-бельгийского модерна Л. Н. Кекушева своей сдержанностью и простыми формами с четким вертикальным членением. Валькот регулярно публиковал эскизы своих проектов в профессиональной прессе, оказав влияние на поколение современных ему архитекторов. Кроме упомянутых зданий, он построил в Москве гостиницу-общежитие в Спиридоньевском переулке, 9, и доходный дом Московского торгово-строительного акционерного общества в Мясницком проезде, 4 (совместно с И. Г. Кондратенко).
В 1902—1905, Валькот терпит серию неудач на публичных конкурсах. Он выиграл конкурс на проект лютеранского собора в Старосадском переулке (1902), но община начала строительство по проекту архитектора В. А. Коссова. В 1904 году Валькот проиграл конкурс на доходный дом Политехнического общества по Мясницкой Адольфу Минкусу. Здание, построенное Александром Кузнецовым в 1907 году, включает элементы валькотовского проекта (Brumfield, рис.58).

### В Великобритании
Валькот вернулся в Лондон в 1908 году (по другим данным, в 1906 году, в связи с болезнью жены, которая вскоре скончалась), первоначально работал художником-графиком на южноафриканского архитектора Юстаса Фрера (1863—1944). Валькот не сумел утвердиться на родине как архитектор-практик; за всю жизнь в Великобритании, он спроектировал и построил единственное здание (61, Сент-Джеймс-стрит, Лондон, 1933). Однако Валькот стал знаменит как талантливый художник архитектурного пейзажа. Работая на ведущих британских архитекторов (Эдвин Лютьенс, Херберт Бейкер, Эстон Уэбб), в Риме, Париже, Нью-Йорке, Валькот создал множество архитектурных эскизов и городских пейзажей в манере, близкой к импрессионизму. В 1919 году Валькот издает первый альбом собственных картин и гравюр, в 1913—1922 годах — становится действительным членом британских художественных обществ. С началом Второй мировой войны Валькот потерял заказы; в 1943 году он покончил с собой (по воспоминаниям дочери Валькота, Полли Уолкот-Стюарт, был ранен во время бомбардировки Лондона и вскоре умер в небольшом городе недалеко от Лондона).

## Проекты и постройки
- Проект английской церкви (1890-е, Одесса);
- Конкурсный проект фасада гостиницы «Метрополь», 4-я премия (Москва, Театральная площадь, 1/14). Проект лёг в основу реализованных фасадов гостиницы[сн 1];
- Особняк М. Ф. Якунчиковой (1899—1900, Москва, Пречистенский переулок, 10);
- Проект театра Шарля Омона (1900, Москва), не осуществлён;
- Проект особняка (1900, Москва, Пречистенский переулок, 8), не осуществлён;
- Доходный дом Московского торгово-строительного общества, совместно с И. Г. Кондратенко (1900—1901, Москва, Мясницкий проезд, 4);
- Особняк К. Гутхейля и служебные постройки (1902—1903, Москва, Пречистенский переулок, 8);
- Проект Лютеранской церкви Святых Апостолов Петра и Павла, осуществлён архитектором В. А. Коссовым по несколько видоизменённому проекту (1903, Москва, Старосадский переулок, 7/10);
- «Сент Эндрюс Хаус», пансион Дж. МакГилл для гувернанток (1903—1904, Москва, Спиридоньевский переулок, 9);
- Дом Научно-технического общества (1904, Москва, Малый Харитоньевский переулок, 4), не осуществлён;
- Проект станции Московской окружной железной дороги (1900-е, Москва), не осуществлён;
- Проект особняка (1900-е, Москва), не осуществлён;
- Проект театра (1900-е, Новочеркасск), не осуществлён;
- Перестройка, изменение фасада доходного тома Торгово-Строительного общества (Товарищества владельцев Охотнорядского и других домов) (1900-е, Москва, Охотный Ряд, 8/2), перестроен;
- Проект перестройки Русского для внешней торговли банка (1900-е, Санкт-Петербург), не осуществлён;
- Участие в проектировании Нью-Дели, под руководством Э. Лютенса (1912—1914, Дели, Индия);
- Дом (1932—1933, Лондон, Сент-Джеймс Стрит, 61);
- Участие в проекте перепланировки центра Лондона, под руководством Питера Эберкромби (1941—1943, Лондон).

### Сноски
1. ↑  Здесь и далее проекты и постройки даны в хронологическом порядке по М. В. Нащокиной, с необходимыми дополнениями и уточнениями[6].